# Steve Cardenas
Stephen Antonio Cárdenas, más conocido como Steve Cardenas (Base de Fuerza Aérea Languey, en Virginia, 29 de mayo de 1974), es un actor estadounidense de ascendencia mexicana.
Enseñó por mucho tiempo el arte de la autodefensa en una escuela de karate en Dallas. Perteneció a un grupo de karate llamado "Los Guerreros".
En 1994 ingresa a la serie Mighty Morphin Power Rangers con Jason David Frank, David Yost, Amy Jo Johnson, Johnny Yong Bosch, Karan Ashley y Catherine Sutherland (primera serie de Power Rangers) para reemplazar a Jason Lee Scott (interpretado por Austin St. John), su personaje era Rocky DeSantos y fue el segundo Mighty Morphin Red Ranger. En Power Rangers Zeo fue el Blue Zeo Ranger. Su última participación como personaje regular fue en Power Rangers Turbo en el capítulo "Cambio a Turbo parte II".
En 2023, coprotagonizó el especial de Netflix Power Rangers: Ayer, hoy y siempre, regresando a su papel de Rocky DeSantos, quien asume nuevamente los poderes del Mighty Morphin Red Ranger, durante la conmemoración de los 30 años de la franquicia. Durante el especial, es reclutado nuevamente por Billy Cranston para ayudar en el rescate de sus compañeros secuestrados. Se revela que durante estos años ha trabajado como bombero.

## Filmografía
| Año  | Título                       | Personaje                  | Notas                   |
| ---- | ---------------------------- | -------------------------- | ----------------------- |
| 1993 | Mighty Morphin Power Rangers | Rocky DeSantos/Red Ranger  | 66 episodios, 1994-1996 |
| 1996 | Power Rangers Zeo            | Rocky DeSantos/Blue Ranger | 50 episodios, 1996      |
| 1997 | Power Rangers Turbo          | Rocky DeSantos             | 1 episodio, 1997        |
| 2018 | Dimensions in Danger         | Rocky DeSantos/Red Ranger  | 1 episodio, 2018        |

| Año  | Título                                                                               | Personaje                 | Notas               |
| ---- | ------------------------------------------------------------------------------------ | ------------------------- | ------------------- |
| 1995 | Hooking Up: Mighty Morphin Power Rangers: The Movie                                  | Rocky DeSantos/Red Ranger |                     |
| 1995 | The Making of 'Mighty Morphin Power Rangers: The Movie                               | El mismo                  |                     |
| 1995 | Lord Zedd's Monster Heads: The Greatest Villains of the Mighty Morphin Power Rangers | Rocky DeSantos/Red Ranger |                     |
| 1995 | The Good, the Bad, and the Stupid: The Misadventures of Bulk and Skull               | Rocky DeSantos            |                     |
| 1997 | Turbo: A Power Rangers Movie                                                         | Rocky DeSantos            |                     |
| 2023 | Power Rangers: Ayer, hoy y siempre                                                   | Rocky DeSantos/Red Ranger | Especial de Netflix |

- Datos: Q362687
- Multimedia: Steve Cardenas / Q362687